# Йончхон (уезд, Республика Корея)
Йончхо́н (кор. 연천군?, 漣川郡?, Йончхон-гун) — уезд в провинции Кёнгидо, Южная Корея.

## История
Первое упоминание о Йончхоне датируется 1309 годом (династия Корё), когда ван Чхонсон переименовал область севернее Сеула в Йончхон. После Корейской войны Йончхон стал приграничным городом, так как территории севернее него отошли к Северной Корее.

## География
Уезд расположен на севере провинции Кёнгидо и граничит с Северной Кореей. На западе омывается Жёлтым морем, на юге также граничит с Янджу и Тондучхоном, а на востоке — с Пхочхоном. Общая площадь уезда — 695,23 км². Местность преимущественно горная. Через уезд протекает река Имджинган.

## Туризм и достопримечательности
- Курортная зона реки Хантанган. Согласно постановлению правительства от 31 марта 1977 года местность общей площадью 3,5 км² была признана национальной курортной зоной. В начале XXI века здесь был возведён крупный туристический комплекс, включающий парк развлечений площадью 312 тыс. м², спортивный комплекс, культурный центр и соответствующая инфраструктура.[3]
- Археологическая стоянка в местечке Корынни — была открыта в 1970-х годах. Стоянка относится к каменному веку.[4]
- Две смотровые площадки, расположенные на границе с КНДР. Посетители этих смотровых площадок могут понаблюдать за жизнью в соседнем государстве.[5]
- Туннель № 1 под Демилитаризованной зоной. Тоннель был прорыт с северной стороны предположительно в военных целях. Был обнаружен в ноябре 1974 года. Расположен в 52 километрах от Сеула и в 24 километрах от Кэсона. Тоннель в настоящее время заблокирован.[6]
- Железнодорожный тупик в Синтанни — является символом разделённой Кореи. Здесь граница прерывает железнодорожную ветку, построенную ещё во времена японского колониального управления. Со стороны КНДР у тупика размещён плакат с надписью «Поезд хочет ехать дальше!»[7]
- Развалины древнего буддийского храма Симвонса. Храм был построен в эпоху расцвета корейского буддизма в VII веке (государство Объединённое Силла). 12 каменных изваяний Будды в храме входят в список материального культурного наследия Кореи под номером 138.[8]
- Дольмен в местечке Хакконни — датируется корейским бронзовым веком. Диаметр каменной крышки — более 2 метров.[9]
- Развалины военной крепости Хорогору. Хорогору была возведена на пути из Сеула в Кэсон, в стратегически важном месте на базальтовой скале у реки Имджинган. Первые сооружения крепости датируются эпохой Трёх государств. Общая длина крепостной стены составляет 401 метр. В 2000 году на месте Хорогору начались археологические изыскания.[10]
- Крепость Танпхо в местечке Донгири. Это каменный форт, выстроенный на месте слияния рек Имджинган и Тангэган. Считается, что форт был возведён государством Когурё для защиты от соседних Пэкче и Силла в эпоху Трёх государств. Диаметр форта с запада на восток — 450 метров, с севера на юг — 200 метров. Раскопки на месте форта начались в 2002 году.[11]

## Символы
Как и остальные города и уезды Южной Кореи, Йончхон имеет ряд символов:
- Дерево: ююба
- Цветок: форзиция
- Птица: голубь
- Маскот: пещерные люди Корони и Мирони

## Города-побратимы
Йончхон имеет ряд городов-побратимов:
- Цзоучэн (провинция Шаньдун), Китай
- Сибита (префектура Ниигата), Япония
- Имус (провинция Кавите), Филиппины